# لي نايلور
لي نايلور (بالإنجليزية: Lee Naylor)‏ (19 مارس 1980 والسال المملكة المتحدة - ) هو لاعب كرة قدم إنجليزي، يلعب كمدافع.

## وصلات خارجية
لي نايلور على موقع قاعدة بيانات كرة القدم.إي يو (الإنجليزية)
- لي نايلور على موقع Soccerbase.com (لاعب) (الإنجليزية)
- لي نايلور على موقع عالم كرة القدم.نت (الإنجليزية)